# Noriko Narazaki
Noriko Narazaki, född den 27 september 1972 i Yamato, Japan, är en japansk före detta judoutövare.
Hon tog OS-brons i damernas halv lättvikt i samband med de olympiska judotävlingarna 1996 i Atlanta.
Hon tog OS-silver i samma viktklass i samband med de olympiska judotävlingarna 2000 i Sydney. Efter sommar-OS 2000 avslutade hon sin judokarriär.